# Heinrich Vormweg
Heinrich Vormweg (* 20. März 1928 in Geisweid bei Siegen; † 9. Juli 2004 in Köln) war ein deutscher Literaturkritiker, Theaterkritiker, Essayist und Rundfunkautor.

## Herkunft und Ausbildung
Er sei, anders als sein katholischer Vater im Siegener Krupp-Stahlwerk, „kein Walzer geworden“, sondern „ein Aufsteiger“, schrieb Vormweg einmal über sich in seinem „Selbstporträt als Kritiker“.
Nach einem einjährigen Einsatz als Flak-Helfer in Köln-Wahn konnte der Erstgeborene von fünf Kindern mit 17 sein Abitur nachholen. Sein Studium der katholischen Theologie in Paderborn brach er jedoch nach einem Semester ab und wechselte an die Universität Bonn, wo er Germanistik, Philosophie und Psychologie studierte. 1955 schloss er dieses mit einer Doktorarbeit über „Die Romane Christoph Martin Wielands“ ab. Ein Jahr später heiratete er Edith Bockisch, die 1945 aus Schlesien geflüchtet war. Sie bekamen zwei Söhne: Thomas und Christoph.

## Leben und Werk
Zunächst arbeitete Heinrich Vormweg als Dramaturg und Regisseur am Bonner Contra-Kreis-Theater. 1958 wechselte er als Redakteur des Feuilletons zum Bonner General-Anzeiger, im Jahr darauf zur Deutschen Zeitung. 1964, nach dem Umzug nach Köln, wagte er den Sprung in die berufliche Unabhängigkeit als freier Schriftsteller und Literaturkritiker. Diese Existenz ohne Vorgesetzte gab er nicht wieder auf.
Der öffentlich-rechtliche Rundfunk, vor allem WDR und DLF, wurden regelmäßige Auftraggeber, genauso wie die Süddeutsche Zeitung, für die er als NRW-Theaterkritiker über die Premieren an den Schauspielhäusern in Köln, Düsseldorf und Bochum berichtete.
Zusammen mit Helmut Heißenbüttel engagierte er sich für die experimentelle Literatur und das Neue Hörspiel (in Klaus Schönings WDR-Studio Akustische Kunst). Mit seinen Essaybänden „über neue Literatur“ „Die Wörter und die Welt“ (1968) und „Eine andere Lesart“ (1972) und dem „Briefwechsel über Literatur“ mit Helmut Heißenbüttel schaffte er endgültig den Durchbruch. Heinrich Vormwegs Credo als Literaturkritiker lautete: „Ich verstehe kritisches Schreiben nicht als Schreiben aus einer Sicherheit des Urteilens heraus. Ich verstehe es als fragendes und fragend herausforderndes Schreiben.“ (in: Lesart, S. 28)
Mitte der 1970er Jahre verstärkte er sein politisches Engagement: als Redakteur der von Heinrich Böll, Günter Grass und Carola Stern herausgegebenen Zeitschrift L'76 (die Bezug nimmt auf den gescheiterten „Prager Frühling“). Der Untertitel „Demokratie und Sozialismus“ war Programm: mit dem Ziel „mehr Freiheit und soziale Gerechtigkeit“ zu schaffen. Zu den Autoren zählten der ehemalige Wortführer der Studentenbewegung Rudi Dutschke und Ex-Bundeskanzler Willy Brandt.
Viele Treffen mit Heinrich Böll fanden im Landhaus des Literaturnobelpreisträgers in Langenbroich bei Düren statt (das nach dessen Tod als „Böll-Haus Langenbroich“ zu einem Refugium für bedrohte Schriftsteller aus aller Welt wurde). Einige ihrer langen Gespräche – so mit Lew Kopelew über „Antikommunismus in Ost und West“ oder zu zweit über die Frage „Warum die Stadt so fremd geworden ist“ – wurden für den Rundfunk aufgezeichnet und von Edith Vormweg für die Buchfassungen verschriftlicht.
In diesen Jahren verstärkte sich auch seine Rivalität zu Marcel Reich-Ranicki von der FAZ. In der Klagenfurter Jury des Ingeborg Bachmann Preises, dessen Diskussionen erstmals live im Fernsehen gezeigt wurden, fanden sie zwischen 1977 und 1986 – mit Unterbrechungen – eine neue Form von Arena. Doch sah Heinrich Vormweg die Literaturkritik im Fernsehen danach für gescheitert an. Das unterstrich er in seinem Vortrag. „Literaturkritik nur noch per Stammtisch auf dem Fernsehschirm?“ Da dränge „das ungute Gefühl ganz nach vorn“, man brauche die Literaturkritik nicht mehr, „wie man ja auch bei all der kommunen Aufgeklärtheit die Aufklärung nicht mehr braucht, deren legitimes Kind sie war.“ (Vormweg, Heinrich: „Literaturkritik ist keine Wissenschaft“, in: Barner, Wilfried (Hrsg.): „Literaturkritik – Anspruch und Wirklichkeit“, DFG-Symposion 1989, J.B. Metzlersche Verlagsbuchhandlung Stuttgart, S. 474).
Während der 1980er Jahre mehrten sich die „unguten Gefühle“. Vormwegs 1981 veröffentlichtes Autorenbuch über den Schriftsteller Peter Weiss beginnt mit den Sätzen: „Beifall und Ruhm finden Schriftsteller noch immer, dennoch scheinen sie ausgeschaltet zu sein, wo es um die Dinge selbst geht, um die wirklichen Entscheidungen über die Angelegenheiten der Menschen. Da werden sie kaum noch gehört, haben bestenfalls noch dienende oder dekorative Funktionen. Schriftsteller sind längst eine Minderheit unter vielen.“ (S. 7) Im Essay-Band „Das Elend der Aufklärung“ von 1984 wurden – etwa im Aufsatz „Auf dem Rückmarsch aus der Moderne“ – ähnlich depressive Stimmungslagen laut.
Mit seiner Monografie über Günter Grass 1986 versetzte sich Heinrich Vormweg zurück in hoffnungsvollere Zeiten. Doch nach dem Zusammenbruch des „realexistierenden“ Sozialismus 1989 begann für ihn, mittlerweile Anfang sechzig, die Zeit des Rückzugs. Nach der schnellen Vereinigung von DDR und BRD beklagte er den totalen Ausverkauf der ursprünglichen sozialistischen Ideen (etwa von Karl Marx) und wandte sich seinem letzten großen Thema zu: der Biografie über Heinrich Böll „Der andere Deutsche“. Walter Jens schrieb in „Die Woche“: „Dank an Heinrich Vormweg. Durch seinen Bericht wird dieser Schriftsteller vom Klassiker der Bundesrepublik zu einem Zeitgenossen, der mit exemplarischer Verweisungskraft aufzeigt, wie wichtig gerade im Zeitalter weltweiter Konzern-Herrschaft und globalisierenden Medienramschs jene Ästhetik des Humanen bleibt, auf der sein Leben und Schreiben beruhte.“

## Tod und Nachlass
Heinrich Vormweg starb am 9. Juli 2004 in Köln und wurde auf dem Friedhof von Köln-Longerich beerdigt.
Nach dem Einsturz des Historischen Archivs der Stadt Köln im Jahr 2009 konnten alle Manuskripte und Dokumente von Heinrich Vormweg gerettet werden.

## Auszeichnungen und Ehrungen
- Honorary Professor des German Departement der University of Warwick, Coventry (1980)
- Johann-Heinrich-Merck-Preis für Kritik und Essay der Dt. Akademie für Sprache und Dichtung Darmstadt (1986)
- Verleihung des Titels Professor H.C. durch die Ministerin für Wissenschaft und Forschung Anke Brunn (1989)
- Verleihung des großen Verdienstkreuzes für besondere Verdienste durch den Bundespräsidenten Richard Karl Freiherr von Weizsäcker (1990)

## Lehre
- Honorary Professor des German Departement der University of Warwick/Coventry
- University of St. Louis (USA)
- Universität zu Köln

## Jurymitglied
- Karl Sczuka Preis
- SWF-Bestenliste
- Hörspielpreis der Kriegsblinden
- Klagenfurter Jury des Ingeborg Bachmann Preises
- Hörspielpreis der Deutschen Akademie der Darstellenden Künste in Bensheim
- Heinrich-Böll-Preis
- Kranichsteiner Literaturpreis

## Mitgliedschaften
- Akademie der Wissenschaften und Literatur in Mainz
- Verband deutscher Schriftsteller VS
- P.E.N.-Zentrum

## Vertonungen
Informationen über das Deutsche Rundfunkarchiv.

## Schriften
- Die Romane Christoph Martin Wielands, Bonn 1956 (Dissertation).
- Die Wörter und die Welt. Über neue Literatur. Hermann Luchterhand Verlag, Neuwied und Berlin 1968.
- Briefwechsel über Literatur (zusammen mit Heißenbüttel, Helmut), Hermann Luchterhand Verlag, Neuwied und Berlin 1969.
- Eine andere Lesart. Über neue Literatur. Sammlung Luchterhand. Hermann Luchterhand Verlag, Neuwied und Berlin 1972.
- Prosa in der Bundesrepublik seit 1945, Band 1. in: Kindlers Literaturgeschichte der Gegenwart Fischer Taschenbuchverlag, Frankfurt am Main 1980. ISBN 3-596-26461-8.
- Peter Weiss. Autorenbücher. Verlag C. H. Beck, München 1981 / Verlag edition text + kritik. ISBN 3-406-07441-3.
- Antikommunismus in Ost und West. Zwei Gespräche mit Heinrich Böll und Lew Kopelew. Bund-Verlag, Köln 1982.
- Das Elend der Aufklärung. Über ein Dilemma in Deutschland. Hermann Luchterhand Verlag, Darmstadt und Neuwied 1984. ISBN 3-472-61524-9.
- Weil die Stadt so fremd geworden ist. Gespräche mit Heinrich Böll. Lamuv Verlag, Bornheim-Merten 1985.
- Verteidigung des Gedichts: Eine Polemik und ein Vorschlag. (Göttinger Sudelblätter) Wallstein Verlag, Göttingen 1990.
- Günter Grass. Überarb. und erw. Neuausg. Reinbek bei Hamburg: Rowohlt-Taschenbuch-Verl., 2002 (rororo-Monographie; 50559). ISBN 3-499-50559-2.
- Akustische Spielformen. Von der Hörspielmusik zur Radiokunst. Der Karl-Sczuka-Preis 1955–1999. Baden-Baden: Nomos 2000 [mit H. Naber und H.B. Schlichting]
- Der andere Deutsche. Heinrich Böll. Eine Biographie. Verlag Kiepenheuer & Witsch, Köln 2000. ISBN 3-462-02938-X weitere Hinweise in: Das Kölner Autoren Lexikon 1750-2000, Band 2: 1900-2000, S. 299, herausgegeben von Everhard Kleinertz, 89. Heft, Emons Köln 2002. ISBN 3-89705-193-1

## Herausgaben
- Christoph Martin Wieland: Die Abenteuer des Don Sylvio von Rosalva. Roman. Köln: Kiepenheuer & Witsch 1963 [mit Anm.]
- Heimito von Doderer. Tangenten. Aus dem Tagebuch eines Schriftstellers 1940–1950. München: dtv 1968
- Hieb und Stich. Deutsche Satire in 300 Jahren. Köln: Kiepenheuer & Witsch 1968
- Marie Luise Kaschnitz: Ein Lesebuch. 1976
- Erzählungen seit 1960 aus der Bundesrepublik Deutschland, aus Österreich und der Schweiz. Stuttgart: Reclam 1983, 1984, 1987, [1988], 1990